# Ardhendu Bhushan Bardhan
Ardhendu Bhushan Bardhan, o AB Bardhan (marathi: अर्धेन्दु भूषण वर्धन; 25 de setembre de 1924-2 de gener de 2016), va ser el secretari general del Partit Comunista de l'Índia (CPI), un dels partits polítics més antics de l'Índia, des de 1996 fins al 2012.

## Primers anys
Bardhan va néixer a Barisal, Presidència de Bengala, l'Índia britànica (ara Bangladesh) el 25 de setembre de 1924. Va adoptar el comunisme a l'edat de 15 anys després que ell es va mudar a Nagpur. Es va unir a la Federació de tots els estudiants de l'Índia de la Universitat de Nagpur el 1940. Es va afiliar al Partit Comunista de l'Índia (que després va ser prohibit), el mateix any. Ell va servir com el president del Sindicat d'Estudiants Universitaris Nagpur. Bardhan va realitzar un postgrau en Economia i Llicenciat en Dret.